# バンビーノ (お笑いコンビ)
バンビーノは、吉本興業（東京本社）所属のお笑いコンビ。2008年結成。NSC大阪校30期生。

## 概説
NSC入学初日、藤田が石山のことを「ハンサムだから売れそう」と思ったことから誘い結成。しかし藤田は、演技を秒単位で「早い・遅い」と細かく指示する石山に嫌気が差し、結成約半年で解散状態に陥る。コンビを続けたい思いが再燃したのはNSC卒業公演の時、自信のあったネタを講師に酷評されたことで「見返してやる」という思いを持ち、コンビ解散の考えは無くなったという。
主にリズムネタを得意としている。2014年（平成26年）キングオブコント2014では決勝に進出。コンビ名は、調理師学校に通っていた藤田が当時好きだった料理マンガ『バンビ〜ノ！』から取った。
初期のネタに『全日本炊飯器パカパカバトル選手権決勝』があり、代表的なネタは歌と踊りによる狩猟ネタ『ダンスィングフィッソン族』である。ネタは主に石山が体験したことや夢で見たことがきっかけででき、石山が描くイメージを膨らませていくという。
2016年4月、活動拠点を大阪から東京に移した。東京進出後はルミネtheよしもとや大宮ラクーンよしもと劇場を中心に活動中。
2020年（令和2年）7月10日、それぞれが改名。

## メンバー
- 石山 タオル（いしやま たおる、1984年12月10日（40歳） - ）ツッコミ・ネタ作り担当。立ち位置は向かって右。

身長174cm、73kg、血液型A型。
愛媛県大洲市出身。
愛媛県立大洲高等学校商業科、京都外国語大学英米語学科卒業。ブラジルにサッカー留学した経験を持つが、試合中に被った怪我で現在も後遺症があるという。
本名および旧芸名は石山 大輔（いしやま だいすけ）。
何百もの公演で強くステップを踏み続けて来たため、太股周りが10cmほど大きくなり、ジーンズを買い替えた。
2012年に入籍し、2014年8月に第1子男児、2016年6月21日に第2子男児が誕生。
トレードマークのウルフカットは、baseよしもとに出演していた時期、顔が似ている水田信二（元和牛、二人とも愛媛県出身であり、市も隣同士（水田は伊予市出身）である。）とよく間違えられたことがきっかけである。リスクがある髪型変更を石山がすることになった理由は、和牛は漫才をすることが多い一方、バンビーノは当時からトリッキーなコントをすることが多かったため、また石山がもともと短髪だったためで、水田と話し合い決定した。
2020年7月10日に、藤田と共に現在の芸名に改名した。
- 藤田 ユウキ（ふじた ゆうき、1985年7月30日（40歳） - ）ボケ担当。立ち位置は向かって左。

身長178cm、68kg、血液型A型。
大阪府交野市出身。大阪府立枚方高等学校卒業。
本名および旧芸名は藤田 裕樹（読み同じ）。
4代目桂小文枝の甥（小文枝の姉の息子）。小文枝（当時は桂きん枝）が2010年に第22回参議院議員通常選挙に出馬した時には、ポスター貼りなども手伝った。
辻調理師専門学校卒業。元イタリア料理人。
2015年10月に1歳年上の一般女性と結婚し、2016年6月に第1子男児、2018年6月に第2子男児が誕生。
2020年7月10日に、石山と共に現在の芸名に改名した。

## 芸風
コントを主に行っているが、漫才を行うこともある。リズムネタを得意とする。
主なネタとして「ダンスィングフィッソン族」というネタがある。石山が演じる「ジャングルの奥地に棲む、獲物を見つけるとダンスを踊って引きつけ、そこを狩る原住民族」という設定で、獲物（藤田が演じる。鳩・馬・猪・鹿などのマスクと全身タイツで表現）を見つけると「ダンソン フィーザキー トゥーザ ティーサーザ コンサ」「スーザカーザ キーザコーン」「フィッソン ファッソン カイーノ スイースイー」と歌いながらダンスを披露する。そして獲物が近づいてくると「ニーブラ!」と言ってその首を小脇に抱え込み、そのまま舞台から捌けていく、というパターンが基本。舞台から捌ける際に流れる曲は姫神「神々の詩（海流バージョン）」。
もう一つの看板ネタといえる「スンシー」は、石山がマッサージ師、藤田が客に扮してのコント。石山が藤田の体の様々な所を押したり捻ったりすると藤田が「スン」「シー」「ハーン」などといった声を出し、それに気づいた石山がパーカッションのごとくリズミカルに藤田の体をマッサージして出てくる声でリズムを奏でるという遊びを始め、最後に藤田に怒られるという流れである。
同期のアイロンヘッド、ミキ、ダブルアート、ツートライブと共にプラチナ5で活動中。

## 出演

### テレビ
- バンビーナイト（2017年4月9日 - 2019年3月17日、テレビ愛媛）
- しずおか びっくりTV（静岡放送）- びっくりハンターとして不定期出演

### テレビドラマ
- ソロ活女子のススメ3 第9話（2023年6月1日、テレビ東京）- 北京料理店三代目兄弟  役

### CM
- リクルート フロム・エー ナビ「イベント編」（2015年8月17日 - ）[15]
- 丸美屋食品 はらぺこふりかけ「ふりかけてダンソン族」篇（2015年9月 - ）高柳明音と共演
- 日清食品 十勝のむヨーグルト「バンビーノ 篇」（2024年9月17日-）

## 単独ライブ
2010年
- 7月19日 - 「バンビにしやがれ!!」（baseよしもと/大阪）

2013年
- 4月5日 - 「CHOPPERINO 〜チョッペリーノ〜」（5upよしもと/大阪）
- 7月23日 - 「スカイファンタスティキーノ」（5upよしもと/大阪）
- 10月30日 - 「ビビデバビデブーノ」（5upよしもと/大阪）

2014年
- 3月27日 - 「オシャンティーノ」（5upよしもと/大阪）
- 8月6日 - 「絶賛トロピカーノ」（5upよしもと/大阪）
- 10月16日 - 「鹿劇場」（5upよしもと/大阪）
- 11月15日 - 「幕張バンビーノ」（よしもと幕張イオンモール劇場/千葉）

2015年
- 3月1日 - 「東京バンビーノ劇場」（ルミネtheよしもと/東京）
- 6月26日 - 「&バンビーノ in 祇園」（よしもと祇園花月/京都）
- 8月20日 - 「&バンビーノ in 祇園」（よしもと祇園花月/京都）
- 9月25日 - 「ルミネtheバンビーノ」（ルミネtheよしもと/東京）

2016年
- 3月18日 - 「バンビにしやがれ!!!」（よしもと漫才劇場/大阪）
- 8月2日 - 「真夏のバンビちゃん」（ルミネtheよしもと/東京）
- 10月8日 - 「&バンビーノ in 祇園 vol.3」（よしもと祇園花月/京都）

2017年
- 3月3日 - 「青春バンビ。」（大丸心斎橋劇場/大阪）
- 5月7日 - 「みんな集まれ、バンビーノランド!」（よしもと幕張イオンモール劇場/千葉）
- 5月20日 - 「＆バンビーノ in 祇園 同期SP」（よしもと祇園花月/大阪）
- 7月15日 - 「ナイスコントッ‼︎」（よしもと幕張イオンモール劇場/千葉）
- 11月23日 - 「＆バンビーノ in 祇園」（よしもと祇園花月/大阪）

2018年
- 5月26日 - 「炎舞」（よしもと幕張イオンモール劇場/千葉）
- 11月24日 - 「スーパーコントブラザーズ」（よしもと幕張イオンモール劇場/千葉）

## 賞レースでの戦績

### キングオブコント
| 年度(回)       | 結果         | 備考                                                                     |
| -------------- | ------------ | ------------------------------------------------------------------------ |
| 2009年(第2回)  | 2回戦進出    |                                                                          |
| 2010年(第3回)  | 2回戦進出    |                                                                          |
| 2011年(第4回)  | 不参加       |                                                                          |
| 2012年(第5回)  | 不参加       |                                                                          |
| 2013年(第6回)  | 準決勝進出   |                                                                          |
| 2014年(第7回)  | 決勝4位      | 決勝キャッチコピー「言葉はいらねぇ!世界を笑わす浪速の新星」              |
| 2015年(第8回)  | 決勝2位      | ファーストラウンド3位通過、決勝キャッチコピー「ダンソン返上 キング上等」 |
| 2016年(第9回)  | 準決勝進出   |                                                                          |
| 2017年(第10回) | 準々決勝進出 |                                                                          |
| 2018年(第11回) | 不参加       |                                                                          |
| 2019年(第12回) | 準々決勝進出 |                                                                          |

### その他
- 2015年 NHK上方漫才コンテスト 本戦進出
- 2016年 NHK上方漫才コンテスト 本戦進出
- 2016年 第1回 笑わせたもん勝ちトーナメント KYO-ICHI ファイナル進出
- 2022年 M-1グランプリ 3回戦進出
- 2023年 M-1グランプリ 準々決勝進出

## 受賞歴
- 2016年 第1回 上方漫才協会大賞 特別賞